# Појана Ларгулуј (Њамц)
Појана Ларгулуј (рум. Poiana Largului) насеље је у Румунији у округу Њамц у општини Појана Тејулуј. Oпштина се налази на надморској висини од 520 m.

## Становништво
Према подацима из 2002. године у насељу је живело 740 становника, од којих су сви румунске националности.